# Heltalsföljd
En helstalsföljd är en följd (det vill säga en oändlig uppräkning) av heltal.
Talen kan definieras explicit genom en formel som anger hur man beräknar n:te talet i följden, eller implicit genom att ange en relation mellan de ingående talen. Exempelvis följden 1, 1, 2, 3, 5, 8, 13 ... (Fibonaccitalen) genereras implicit genom att börja med två ettor och sedan hela tiden addera två konsekutiva tal för att erhålla nästa tal i följden. Följden 0, 3, 8, 15, ... genereras enligt formeln n2 - 1 för n:te termen - en explicit definition.

## Andra exempel
Primtalen är de tal som bara delas av 1 och sig själva. Om dessa ordnas i storleksordning fås följden {2, 3, 5, 7, 11, 13, ...}.
Ulamtalen un definieras som följer. Först sätts u1 = 1, u2 = 2. Sedan är varje heltal m > 2 ett Ulamtal om och endast om det kan skrivas som summan av två distinkta Ulamtal på ett unikt sätt. u3 = 3 och u4 = 4, men 5 är inte ett Ulam eftersom det kan skrivas både som 1+4 eller 2+3.